# فهرست مساجد افغانستان
فهرست ناکامل مساجد افغانستان:
| نام                    | تصویر | ولایت         | شهر       | سال  | توضیح |
| ---------------------- | ----- | ------------- | --------- | ---- | --- |
| مسجد ابوالفضل          |       | ولایت کابل    | کابل      | ?    | مسجد بزرگی در مرادخانی، کابل |
| مسجد عبدالرحمان        |       | ولایت کابل    | کابل      | ?    | مسجد بزرگی در کابل |
| مسجد جامع قندهار       |       | ولایت قندهار  | قندهار    | ۱۷۵۰ | |
| مسجد عمر فاروق         |       | قندهار        | قنده‌هار   | ۲۰۱۴ | مسجد بزرگی در قندهار |
| مسجد جامع هرات         |       | ولایت هرات    | هرات      | ۱۴۴۶ | کار این مسجد در عهد غوریان آغاز و در دوران تیموریان پایان یافت. این مسجد در جای دو آتشکده زرتشتی که در زلزله‌ای ویران شدند، ساخته شد. |
| مسجد کبود (مزار شریف)  |       | ولایت بلخ     | مزار شریف | ۸۵۰  | مسجد بزرگی درمزار شریف، آرامگاه حضرت علی بن ابیطالب و مرکز جشن نوروز در افغانستا                                                     |
| زیارتگاه سخی           |       | ولایت کابل    | کابل      | ?    | شناخته شده به گذرگاه حضرت علی |
| مسجد جامع جلال‌آباد     |       | ولایت ننگرهار | جلال‌آباد  | ?    | یکی از مساجد بزرگ جلال‌آباد |
| مسجد جامع لشکرگاه      |       | ولایت هلمند   | لشکرگاه   | ?    | یکی از مساجد بزرگ لشکرگاه |
| مسجد جامع خوست         |       | ولایت خوست    | خوست      | ۲۰۰۰ | بزرگ‌ترین مسجد ولایت خوست |
| مسجد امیر علیشیر نوایی |       | ولایت جوزجان  | شبرغان    | ۲۰۱۷ | بزرگ‌ترین مسجد ولایت جوزجان، ساخته شده توسط ترکیه.                                                                                    |

```
 مسجد جامع 
بلخاب
 
ترخوج
 
 گنجایش مسجد ۱۵۰۰ نفر برای اقامه نماز جماعت
```

## همچنین بنگرید
- اسلام در افغانستان